# Live in the UK (The Temperance Movement)
Live in the UK è un album dal vivo dei Temperance Movement, pubblicato nel 2014.

## Tracce
Testi e musiche di Phil Campbell, Luke Potashnick e Paul Sayer eccetto dove indicato.
1. Only Friend – 7:02
2. Take It Back – 6:21
3. Serenity – 6:22
4. Ain't No Telling – 4:31
5. Pride – 7:29
6. Know for Sure – 8:14
7. Smouldering – 6:27
8. Chinese Lanterns – 4:28
9. Be Lucky – 3:49
10. Midnight Black – 4:24 (Phil Campbell)
11. Lovers and Fighters – 10:55 (Phil Campbell)

Durata totale: 70:02

## Formazione

### The Temperance Movement
- Phil Campbell – voce
- Luke Potashnick – chitarra
- Paul Sayer – chitarra
- Nick Fyffe – basso
- Damon Wilson – batteria

### Produzione
- The Temperance Movement – produttori artistici
- Sam Miller – produttore artistico e addetto al missaggio
- Iain Graham – addetto alla registrazione
- Robert Blackham e Nick Fyffe – fotografia